# Allemagne au Concours Eurovision de la chanson 2000
 (décembre 2019).
Si vous disposez d'ouvrages ou d'articles de référence ou si vous connaissez des sites web de qualité traitant du thème abordé ici, merci de compléter l'article en donnant les références utiles à sa vérifiabilité et en les liant à la section « Notes et références ».
L'Allemagne a participé au Concours Eurovision de la chanson 2000 à Stockholm en Suède. C'est la 45e participation de l'Allemagne au Concours Eurovision de la chanson.
Le pays est représenté par Stefan Raab et la chanson Wadde hadde dudde da?, sélectionnés via une finale nationale organisée par le diffuseur allemand ARD.

## Sélection
Le diffuseur allemand ARD choisit l'artiste et la chanson pour représenter l'Allemagne au Concours Eurovision de la chanson 2000 au moyen d'une finale nationale nommé le Countdown Grand Prix 2000.
L'émission de la sélection nationale, présentée par Axel Bulthaupt, a eu lieu le 18 février 2000 au Stadthalle, à Brême en Allemagne.
Onze chansons ont participé à l'émission. La chanson se qualifiant pour l'Eurovision 2000 est choisie au moyen d'une appels téléphoniques du public.

### Finale nationale
| Ordre | Artiste                                                   | Chanson                  | Pourcentage de Vote | Place |
| ----- | --------------------------------------------------------- | ------------------------ | ------------------- | ----- |
| 1     | E-Rotic                                                   | Queen of light           | -                   | 7     |
| 2     | Lotto King Karl und die Barmbek Dream Boys fischering ROH | Fliegen                  | -                   | 6     |
| 3     | Marcel                                                    | Adios                    | 0,9%                | 11    |
| 4     | Claudia Cane & Mother Bone                                | Free                     | -                   | 10    |
| 5     | David Kisitu                                              | Du musst kein Model sein | -                   | 8     |
| 6     | Corinna May                                               | I believe in God         | 14,1%               | 2     |
| 7     | Knorkator                                                 | Ich werd' zum Schwein    | 7,1%                | 4     |
| 8     | Kind of Blue                                              | Bitter blue              | 7,6%                | 3     |
| 9     | Stefan Raab                                               | Wadde hadde dudde da?    | 57,4%               | 1     |
| 10    | Goldrausch                                                | Alles wird gut           | -                   | 9     |
| 11    | Fancy                                                     | We can move a mountain   | -                   | 5     |

## Carte postale
L'édition 2000, la carte postale débutaient par une vue des coulisses de la scène. L’on voyait les représentants danois et futurs grands gagnants, Olsen Brothers qui sortent saluer le représentant allemand, Stefan Raab qui entre sur scène. S’ensuivait une vidéo mettant en avant la présence du pays dans la vie quotidienne depuis une rue à Stockholm en Suède tel qu'un spécialité du pays, dont un Hot-dog, une spécialité allemande. À la fin, le mot "Knackwurst from Germany", un mot qui met en valeur la beauté des allemands.